# Ouled Attia
Ouled Attia (em árabe: أولاد عطية) é uma comuna localizada na província de Skikda, Argélia. De acordo com o censo de 2008, a população total da cidade era de 10 851 habitantes.